# Anders Petersen (boxeador)
Anders Petersen (16 de diciembre de 1902-28 de abril de 1966) fue un boxeador danés. Obtuvo una medalla de plata en la categoría de peso mosca durante los Juegos Olímpicos de Amberes 1920. A nivel profesional logró 17 victorias, 14 derrotas y 6 empates. 